# Gustav Altmann
Gustav Altmann (13 de Abril de 1912 - 20 de Fevereiro de 1981) foi um oficial alemão que serviu na Luftwaffe durante a Segunda Guerra Mundial. Foi condecorado com a Cruz de Cavaleiro da Cruz de Ferro.